# Edmund Sturton
Edmund Sturton (fl. XV-XVI secolo) è stato un compositore inglese del periodo Tudor, attivo fra la fine del XV secolo e l'inizio del XVI.

## Biografia
Pochissimo si conosce della sua vita e della sua attività di musicista, ma sembra che si tratti dello stesso Sturton compositore del pezzo a sei voci Ave Maria ancilla Trinitatis presente nel Libro corale Lambeth. Un altro pezzo a sei voci, Gaude virgo mater Christi, si trova nel Libro corale di Eton. In quest'ultimo pezzo le voci coprono un'estensione di due ottave.